# Shelfanger
Shelfanger är en ort och civil parish i Storbritannien.   Den ligger i grevskapet Norfolk och riksdelen England, i den sydöstra delen av landet, 130 km nordost om huvudstaden London. Shelfanger ligger 38 meter över havet och antalet invånare är 362.
Terrängen runt Shelfanger är mycket platt. Runt Shelfanger är det ganska tätbefolkat, med 108 invånare per kvadratkilometer. Närmaste större samhälle är Attleborough, 12,9 km norr om Shelfanger. Trakten runt Shelfanger består till största delen av jordbruksmark.